# Stanisław Skalski
Stanisław Skalski (27. listopadu 1915 Kodyma – 12. listopadu 2004 Varšava) byl polský letec, který během druhé světové války sloužil u polského letectva a britského královského letectva (RAF). Byl nejúspěšnějším polským leteckým esem 2. světové války a prvním spojeneckým leteckým esem války s 18 sestřely a dvěma pravděpodobnými. Některé zdroje, včetně Skalského samotného, uvádějí 22 sestřelů. Po druhé světové válce se vrátil k polskému letectvu a po období komunistické represe byl rehabilitován a nakonec získal hodnost brigádního generála. Napsal vzpomínkovou knihu Černé kříže nad Polskem.

## Mládí a kariéra
Stanisław Skalski se narodil 27. listopadu 1915 v Kodymě v Podolské gubernii Ruské říše (nyní na Ukrajině). Po absolvování Pilotní výcvikové školy v roce 1938 byl Skalski zařazen do 142. stíhací perutě v Toruni (142 eskadra „Toruńska“). Dne 1. září 1939 zaútočil na německý průzkumný letoun Henschel Hs 126, který nakonec sestřelil Marian Pisarek. Skalski pak přistál vedle sestřeleného letounu, pomohl obvázat zraněné členy posádky a zařídil jejich převoz do vojenské nemocnice. Následujícího dne devět PZL P-11 letky 142 vedených majorem Lesnievskim zachytilo dvě formace Dornier Do 217 na řece Visle. Polským pilotům se podařilo čelně zaútočit a sestřelit sedm dvoumotorových bombardérů, z nichž dva byly připsány Skalskému. 16. září 1939 se Skalski stal prvním spojeneckým leteckým esem 2. světové války, když si připsal celkem šest sestřelů německých letadel (jednoho Junkers Ju 86, dvou Dornier Do 17, jednoho Junkers Ju 87, dvou Hs 126 a podíl na jednom Hs 126; oficiální seznam mu připisuje čtyři letadla: dva Do 17, jeden Hs 126, jeden Ju 87 a podíl na jednom Hs 126 ).
Brzy poté uprchl ze země s dalšími polskými piloty do Rumunska a odtud přes Bejrút do Francie a poté pokračoval v boji s britským královským letectvem v bitvě o Británii.

## Služba v RAF
V srpnu 1940 se letecký důstojník Skalski připojil k 501. letce Royal Air Force. Od 30. srpna do 2. září 1940 sestřelil bombardér Heinkel He 111 a tři stíhací letouny Messerschmitt Bf 109. 5. září byl sám Skalski sestřelen. Po skoku padákem byl s těžkými popáleninami šest týdnů hospitalizován. Na konci října 1940 se vrátil ke své jednotce. Během bitvy o Británii mu byly připsány čtyři sestřelená letadla a jedno sdílené.
V březnu 1941 byl Skalski přidělen k 306. stíhací peruti RAF podílejících se na bojích nad Francií. Dne 15. srpna 1941 havaroval při přistání svého Spitfire W3170 po návratu z mise. Dne 1. března 1942 se stal velitelem letu u 316. stíhací peruti. Dne 29. dubna 1942 byl poručík Skalski jmenován na pět měsíců velícím důstojníkem 317. stíhací peruti. Od listopadu 1942 byl instruktorem jednotky výcviku provozu č. 58.
V říjnu 1942 byl Skalski pověřen velením tzv. Polského stíhacího spolku (Polish Fighting Team), přezdívaného „Cyrk Skalskiego“ (Skalského cirkus) – speciální letky sestávající z patnácti zkušených dobrovolníků polského stíhacího týmu. Poláci dorazili na letiště Bu Grara západně od Tripolisu v březnu 1943 a připojili se k 145. peruti RAF. Zúčastnil se akcí v Tripolitánii a na Sicílii. Dne 6. května 1943 svedl Skalského cirkus svou poslední bitvu. Jednotka byla po ukončení severoafrické kampaně rozpuštěna. Během dvou měsíců operací polští piloti sestřelili celkem 26 německých a italských letadel. Skalski si připsal čtyři sestřely a pilotní důstojník Eugeniusz Horbaczewski získal pět potvrzených sestřelů.

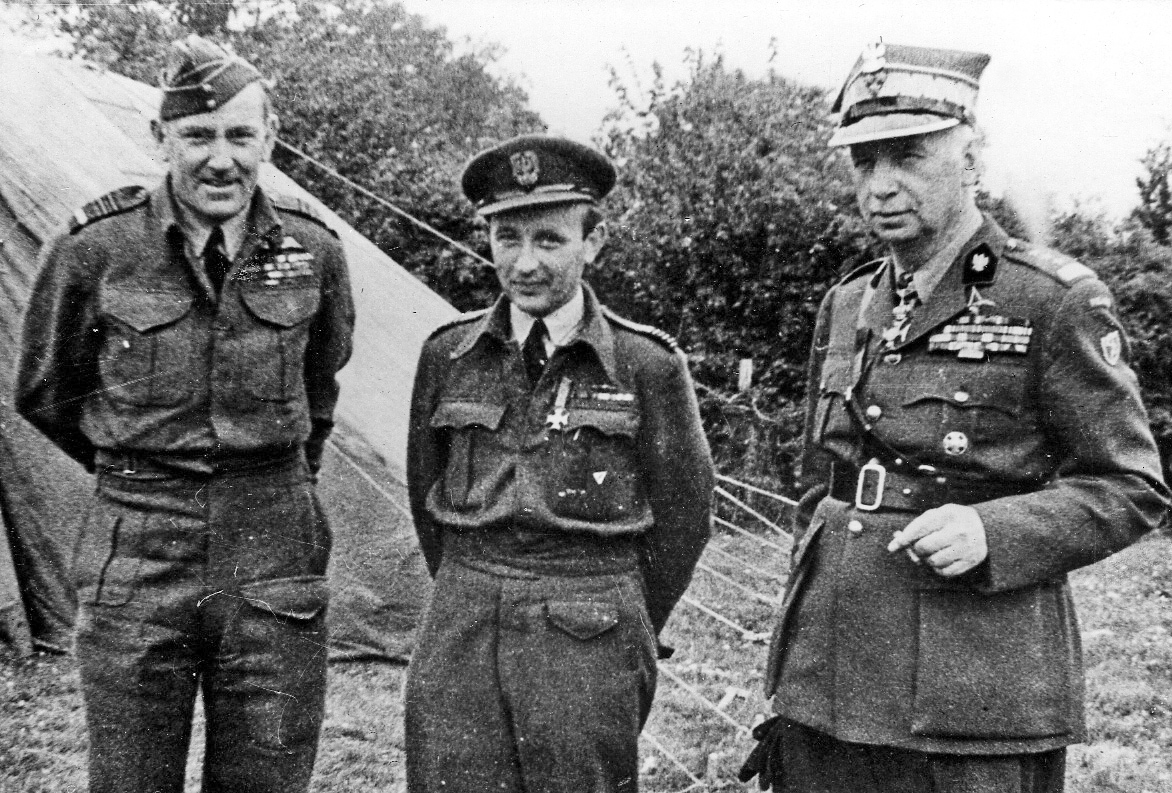
Skalski s leteckým maršálem Arthurem Coninghamem (na obrázku vlevo) a generálem Kazimierzem Sosnkowskim (na obrázku vpravo).

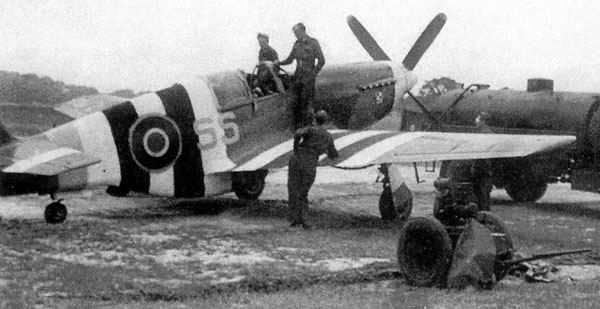
Mustang pilotovaný Skalskim, Coolham, červen 1944.

Skalski se poté stal velitelem 601. stíhací perutě jako první Polák, který velel letce RAF. Poté se zúčastnil invaze na Sicílii a invaze do Itálie. Od prosince 1943 do dubna 1944 Skalski velel polskému stíhacímu křídlu č. 131. Dne 4. dubna 1944 byl jmenován velitelem polského stíhacího křídla č. 133, kde pilotoval Mustang Mk III. Dne 24. června 1944 Skalski zaznamenal dva sestřely nad Rouenem.
Skalski absolvoval služební cestu do USA od září 1944 do února 1945, kdy se vrátil do štábu ke skupině č. 11.

## Návrat do Polska a zatčení

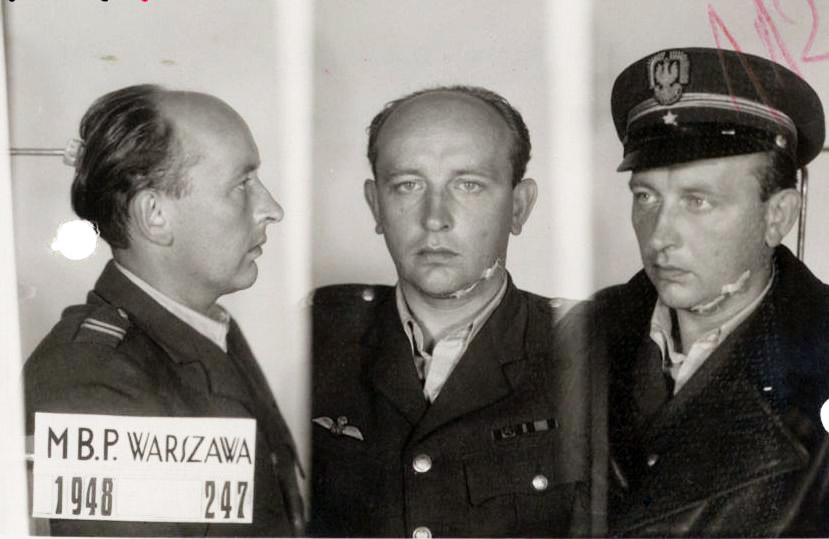
Stanisław Skalski po zatčení komunistickou politickou policií v roce 1948

Po válce se Skalski vrátil do Polska v roce 1947 a připojil se k letectvu polské armády. V roce 1948 byl zatčen na základě falešného obvinění ze špionáže. V následném procesu byl odsouzen k smrti. Strávil tři roky čekáním na popravu, poté byl jeho trest změněn na doživotí ve věznici Wronki.
Po skončení stalinismu v Polsku byl v roce 1956 propuštěn a rehabilitován a bylo mu povoleno vstoupit do armády. Sloužil na různých pozicích ve velení polského letectva. Napsal memoáry z roku 1939 Czarne krzyże nad Polską („Černé kříže nad Polskem“, 1957). Dne 20. května 1968 byl jmenován generálním tajemníkem Polského aeroklubu a 10. dubna 1972 odešel do důchodu. Dne 15. září 1988 byl povýšen do hodnosti brigádního generála. V roce 1990 se setkal s německým pilotem, kterého zachránil první den války.
Stanisław Skalski zemřel ve Varšavě dne 12. listopadu 2004.

## Vyznamenání
- Virtuti Militari, zlatý kříž
- Virtuti Militari, stříbrný kříž
- Kříž za chrabrost (Polsko), čtyřikrát
- Řád znovuzrozeného Polska, rytířský kříž
- Řád grunwaldského kříže, 3. třída
- Řád za vynikající službu
- Záslužný letecký kříž (Spojené království)
- Hvězda 1939–1945 se sponou Bitvy o Británii

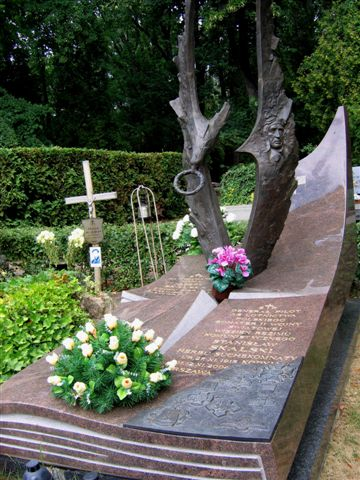
Památník Stanisława Skalského, Varšava (Polsko), 30. července 2006

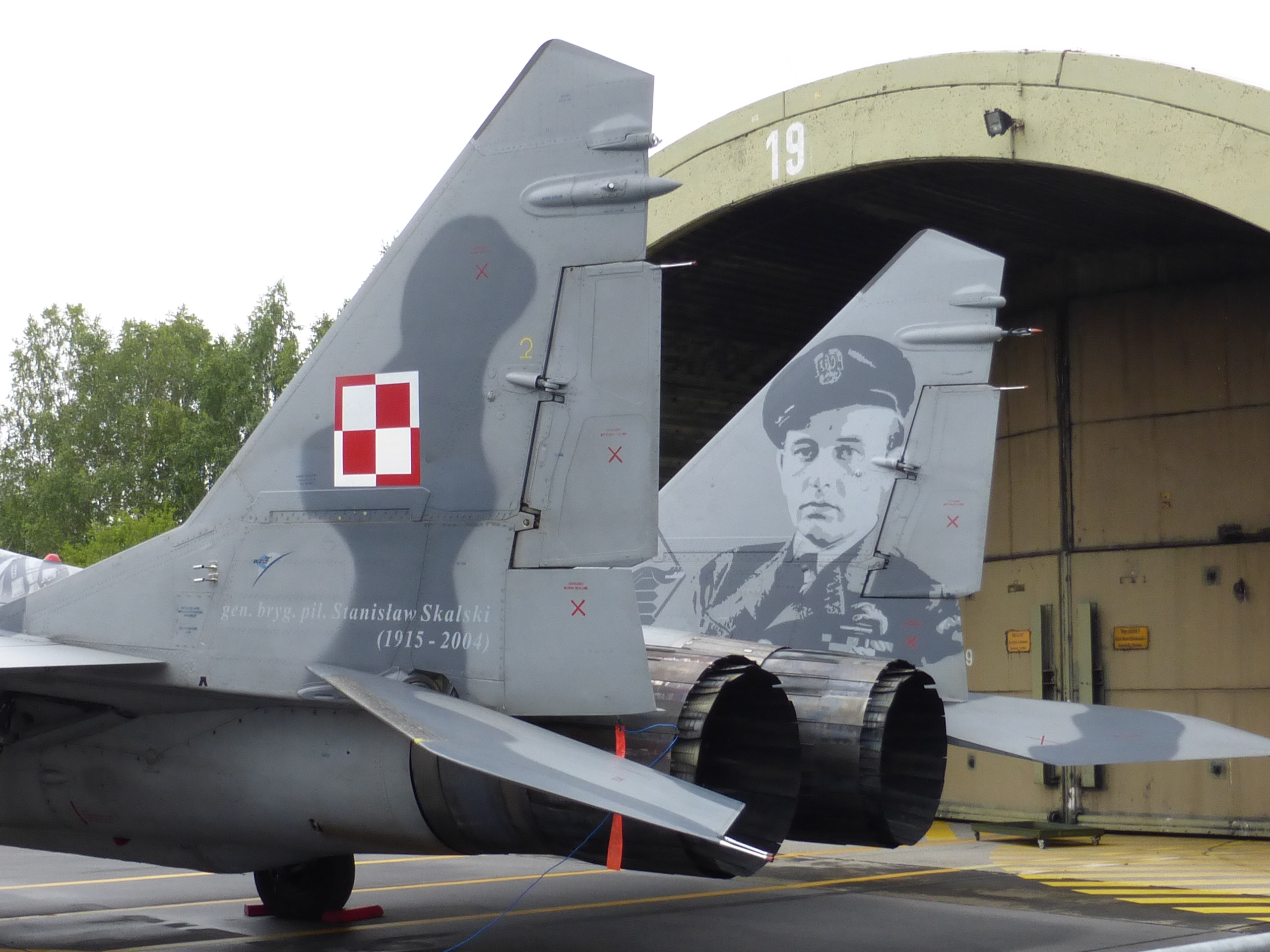
Stanislaw Skalski na svislé ocasní ploše polského Mikojan MiG-29 (2016)

- Italská hvězda